# Connie Hedegaard
Connie Hedegaard (Holbæk, 15 de setembro de 1960) é uma política dinamarquesa que foi oficialmente nomeada para a Comissão Europeia, exercendo a função de comissária europeia para o clima.
Foi a ministra dinamarquesa da Conferência das Nações Unidas sobre as Mudanças Climáticas de 2009, e ex-ministra dinamarquesa de Clima e Energia desde 23 de novembro de 2007, como membro do Gabinete de Anders Fogh Rasmussen III e de Lars Løkke Rasmussen. Foi ministra dinamarquesa do Meio Ambiente de 2 de agosto de 2004 a 23 de novembro de 2007, como membro do Gabinete de Anders Fogh Rasmussen I e II. Ela é membro do Partido Popular Conservador, e foi membro do Parlamento (Folketing) de 10 de janeiro de 1984 a 3 de outubro de 1990. Ela também tem sido um membro do Folketing desde a eleição parlamentar em 2005. Antes de se tornar uma ministra, trabalhou como jornalista no DR, a emissora nacional dinamarquesa. Em 24 de novembro de 2009 foi escolhida pelo Primeiro-Ministro Lars Løkke Rasmussen para a Comissão Europeia.

## Biografia
Connie Hedegaard tem mestrado em Literatura e História. Ela tem sido ativa no dentro e fora do governo desde 1984, quando foi eleita como o membro mais jovem até então do Folketing, o Parlamento dinamarquês nacional, onde ficou por seis anos. Em 1990, ela deixou a política para prosseguir uma carreira no jornalismo. Durante os próximos 14 anos, trabalhou como jornalista no jornal Berlingske Tidende, assumiu o cargo de Diretora da DR Rádio News, e foi a âncora para um programa de notícias de televisão dinamarquês.
Mergulhou de novo na política em 2004, tornou-se ministra do Meio Ambiente. Um ano mais tarde foi eleita Ministra da Cooperação Nórdica. Na eleição geral de novembro de 2007, foi escolhida como Ministra do Ambiente e da Energia. Em maio de 2008, ela disse à Dinamarca, "o crescimento econômico sustentável é um objetivo atingível. Na região nórdica tem feito grandes progressos com soluções baseadas em tecnologia ambiental, e algum dia será possível armazenar a energia gerada por fontes renováveis, como moinhos de vento, e para executar os veículos exclusivamente sobre a energia em excesso.
Seu trabalho incluiu a preparação para as Nações Unidas sobre Mudanças Climáticas de 2009, em Copenhague.